# Skjöld
Skjöld (nórdico antiguo: Skǫldr; latín: Scioldus) según Saxo Grammaticus en su Gesta Danorum fue uno de los primeros reyes legendarios de la protohistoria de Dinamarca durante los primeros siglos de la Era cristiana. Sköld aparece mencionado en la saga Ynglinga, Chronicon Lethrense, en la Historia de Sven Aagesen, en la versión latina de la saga Skjöldunga de Arngrímur Jónsson y la mencionada Gesta Danorum. Bajo la forma Scyld también aparece en el poema épico Beowulf. No obstante, las diferentes citas tienen muy poco en común. 
En la saga Skjöldunga y saga Ynglinga, Odín procede de Escitia y conquista el norte de Europa. Dio a su hijos Yngvi el gobierno de Suecia y a Skjöldr, el gobierno sobre Dinamarca. Desde entonces los reyes de Suecia se llamaron Ynglings y los de Dinamarca Skjöldung (o Scylding).
En Gesta Danorum, Skjoldus es hijo de Lotherus, un malvado rey que encontró su muerte en una insurrección. A Skjoldus le sucedió su hijo Gram.

## Etimología
Según Sven Aagesen, Skjöld significa «escudo» en nórdico antiguo e hizo referencia a su excelente e insistente perseverancia en reforzar y defender las fronteras de su reino.